# Prosztata

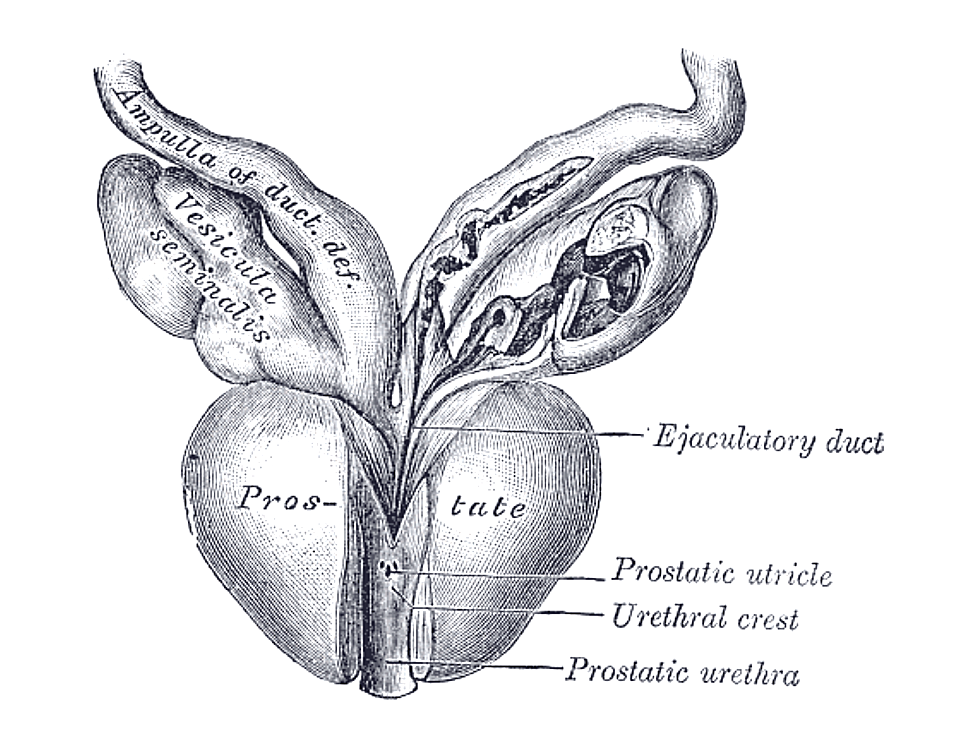
Prosztata középen a húgycsővel (az ondóvezeték (ductus deferens) és ondóhólyag feltüntetésével)

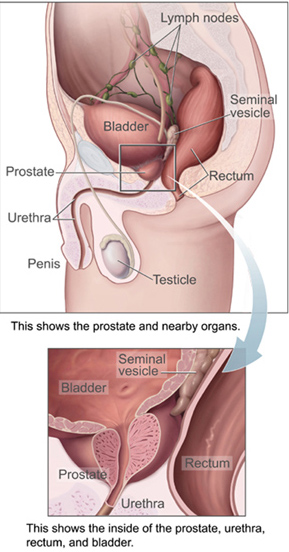
A prosztata és a környező szervek

A prosztata vagy dülmirigy a férfi belső nemi szervekhez tartozó nemi mirigy. Felnőtt férfiaknál kb. 20 g tömegű, szelídgesztenye nagyságú szerv. A húgyhólyag alatt helyezkedik el, az abból kiinduló húgycsövet körülvéve. Az általa termelt váladék, a prosztataváladék a hímivarsejtekkel és az ondóhólyag váladékával együtt képezi a hím nemi váladékot, az ondót.
A húgycsőnek ez a szakasza különösen kritikus helyzetű, mivel áthalad a prosztatán, így a prosztataállomány jó- vagy rosszindulatú megnagyobbodása esetén is összenyomódik, ami vizelési nehézséget, vagy teljes vizelési képtelenséget idéz elő. A hólyagban pangó vizelet előbb-utóbb befertőződik, amit a vizelet leeresztésére szolgáló szúrcsapolások is elősegítenek. A hólyag fertőzöttsége idővel feljuthat a vesemedencékhez is, és ráterjedhet a veseállományra. A vesét egyébként is megterheli a vizeletpangás miatti nehézkes ürülés.

## Belső szerkezete

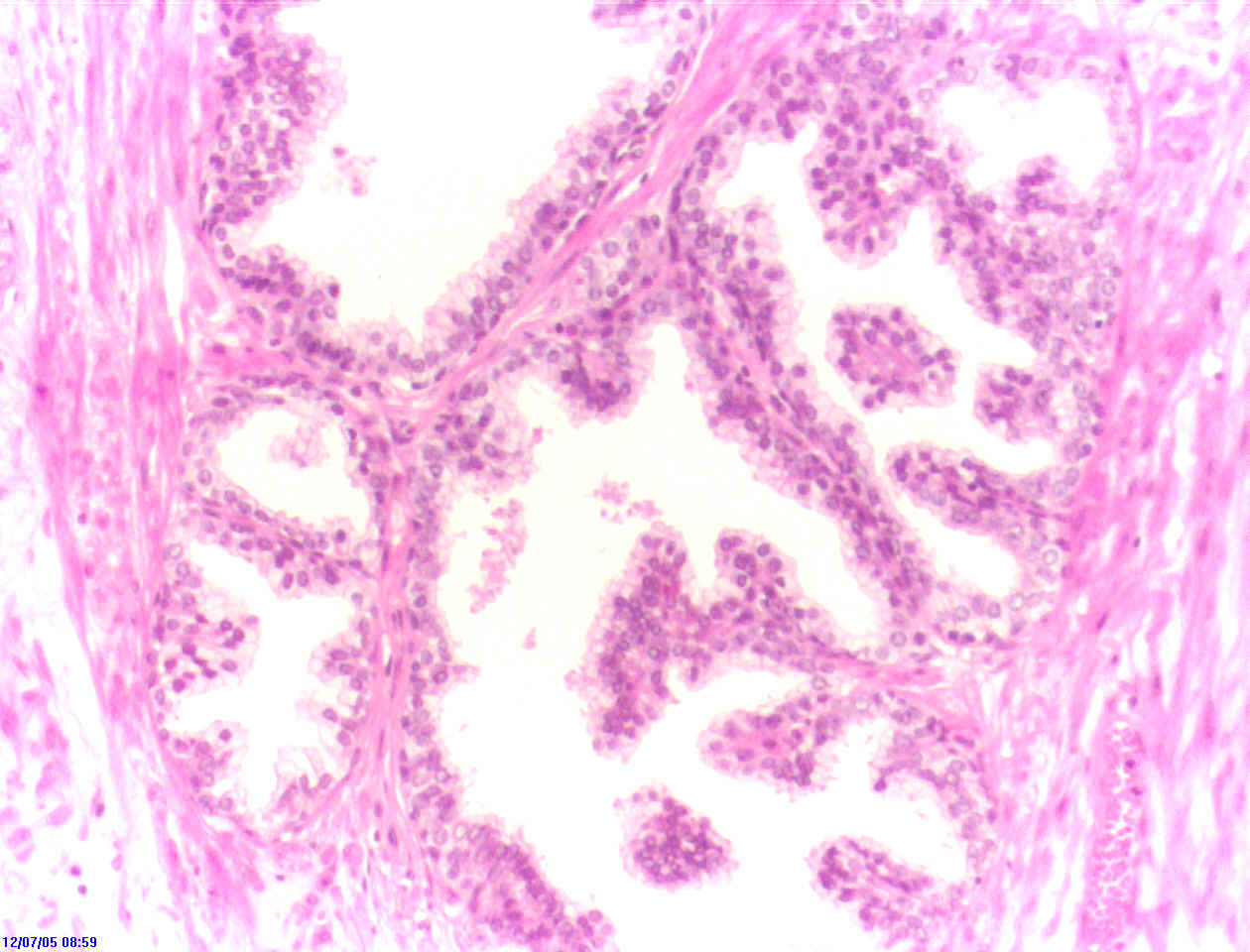
A prosztata szövettani képe

Állományának egy jelentős részét jól fejlett, hálózatos, tömött simaizomtömeg teszi ki, ebbe ágyazottan találhatók a csőszerű és kerekded szerkezet kombinációját mutató (tubolo-alveoláris) szerkezetű mirigyvégkamrák. A prosztatát erős kötőszöveti tok veszi körül, felső szélesebb része érintkezik a húgyhólyaggal. A mirigyvégkamrák elhelyezkedés és kórtani viselkedés szempontjából sem azonos értékűek. A húgycsövet minden oldalról körülvevő apróbb mirigyek a nyálkahártyai (mucosus), az egész húgycsövet körülvevő mirigyek a nyálkahártya alatti (submucosus) mirigyek, mélyebben a prosztata állományában vannak a fő mirigyek. Az utóbbi két csoport kivezetőcsövei a húgycső prosztatai szakaszának hátsó részén található hosszúkás kiemelkedés (colliculus seminalis) két oldalán lévő barázdákba nyílnak több nyílással. Ugyanide nyílnak a here kivezetőcsöveinek (ductus deferens) és az ondóhólyagoknak (vesicula seminalis) a közös kivezetőcsövei (ductus ejaculatorius).

## Funkciója
A prosztata termeli és tárolja az enyhén lúgos kémhatású (7,29 pH-értékű) prosztataváladékot, mely az ejakuláció során távozó ondónak kb. 20%-át adja. A prosztata váladéka elősegíti a hímivarsejtek (spermium) mozgását, emellett a lúgos kémhatású áttetsző színű váladék segít semlegesíteni a női hüvely savas kémhatású közegét, ezzel biztosítja a hímivarsejtek (spermiumok) életképességét. A prosztata simaizomzata szerepet játszik az ejakuláció alatt távozó ondó kilövellésében. A prosztata felszínét borító idegvégződések a prosztata összehúzódása alatt bekövetkező stimulációja hozzájárul az ejakulációt kísérő kéjérzethez (orgazmus). A herék műtéti eltávolítását (orchiectomia) követően a szexuális vágy mértékének lecsökkenése ellenére a prosztata változatlanul működőképes marad. Orgazmus esetén ugyanúgy elzárja a húgycsövet, azonban csak a maga által termelt váladékot lövelli ki magából, aminek a szaga kevésbé markáns és színe átlátszó.

## Női prosztata
A nőknek is van prosztatájuk. A Skene-féle (paraurethralis) mirigyeket a Terminologia Anatomica karbantartásáért felelős nemzetközi testület 2002-ben hivatalosan is női prosztatának nevezte el.

## Betegségei

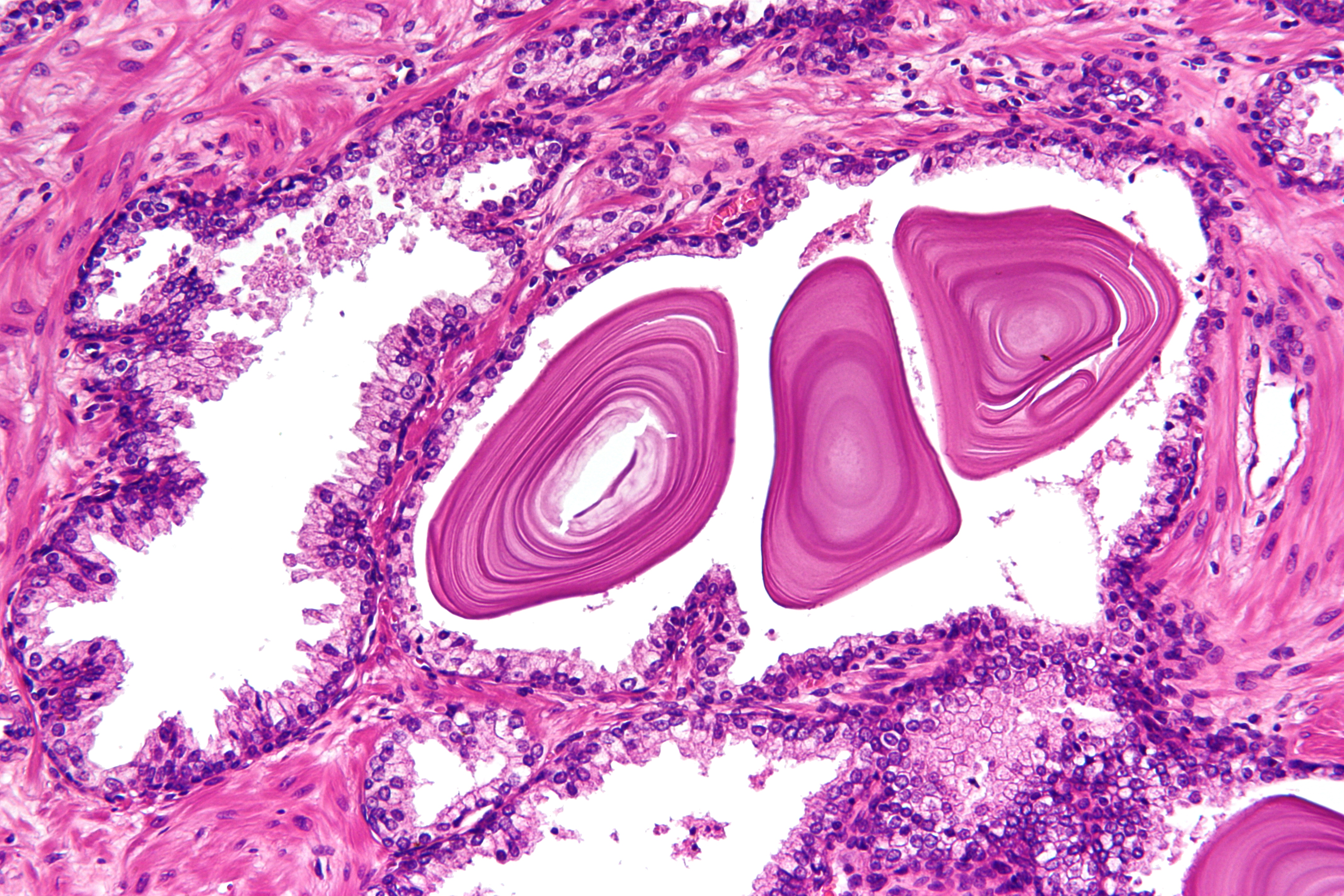
Corpora amylacea. Fénymikroszkópos felvétel

### Prosztatakő
A prosztata állományában a pangó mirigyváladék összesűrűsödésével sajátos képződmények a „keményítőtestek" (corpora amylacea)
alakulnak ki. Nevüket onnan kapták, hogy mikroszkópos képen a keményítőszemcsékre emlékeztetnek. Természetesen vegyi összetételükben semmi közük sincs a keményítőhöz. A prosztatakövek úgy jönnek létre, hogy ezek a képződmények hidroxilapatittal itatódnak át. Ezeknek sincs különösebb orvosi jelentőségük. Panaszokat nem okoznak, eltávolításuk nem szükséges. Más okból végzett prosztataműtéteknél szokták ezeket is eltávolítani.

### Gyulladás
A prosztata bakteriális gyulladása, (prostatitis; prosztatitisz), melyet általában a húgycsövön keresztül történő fertőzés okoz. A baktériumok főleg a húgyutakon keresztül jutnak a prosztatába. Emellett kialakulhat a véráram útján vagy a nyirokkeringéssel odakerült kórokozók következtében is. A gyulladásos prosztata mirigyállománya megduzzad, fájdalmassá válik.
Panaszok és tünetek: a prosztatagyulladás következtében létrejövő vizelési zavarok erős alhasi, deréktájba sugárzó fájdalmat okozhatnak. A vizelési inger és a vizeletürítés kellemetlen, fájdalmas érzéssel jár. A fájdalom székletürítéskor, illetve közösüléskor is megjelenhet. Az idült gyulladás rossz közérzettel és lázzal jár.
Gyógyítása: a heveny prosztatagyulladás esetén, a létrejövő bakteriális fertőzésre antibiotikum szedése szükséges. Ha az időben és megfelelő módon történő kezelés elmarad, tályog (abscessus) jöhet létre, vagy a folyamat krónikussá (idültté) válhat, esetenként az ondóhólyagokra (vesicula seminalis) is átterjedhet.
Természetgyógyászok szerint a kisvirágú füzike és a szabalpálma hatásos ezen betegség ellen.

### Jóindulatú prosztatamegnagyobbodás

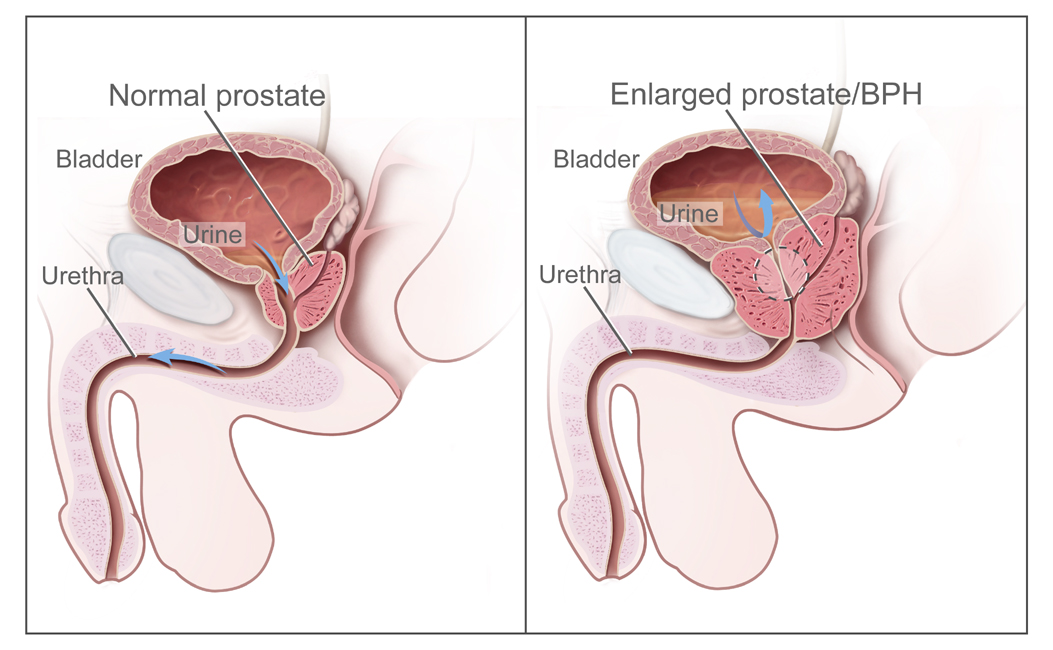
Egészséges prosztata (balra) és jóindulatú prosztatamegnagyobbodás (jobbra)

Az idősebb férfiak egyik leggyakoribb betegsége, többnyire 45 év felett jelentkezik. A submucosus mirigyek játszanak benne fő szerepet (eltérően a prosztataráktól). Okai jórészt a hormonális változásokban keresendőek. Gyakorisága növekszik az életkorral, a 80%-ot is elérheti a 80 év körüli férfiaknál. Főbb panaszként mind gyakoribbá és súlyosabbá válnak a kellemetlen vizelési rendellenességek. A prosztata megnagyobbodása (hyperplasia) esetén a vizelet nehezebben indul, a vizeletsugár gyengül, a vizelés gyakorivá válik – éjszaka is, a vizelési idő megnyúlik. Középsúlyos esetben hirtelen vizelési inger támad, jellemző a vizeletsugár megszakadása, a fájdalmas vizelés, a vizelettartás képtelensége (inkontinencia), utócsepegés, az elégtelen hólyagürülés érzése. Kezdetben a húgyhólyag, a húgyvezeték és a vese még nem mutat jelentős elváltozást. A húgyhólyag izomzata ekkor még elég erős ahhoz, hogy kompenzálja a prosztatamegnagyobbodás következményeként bekövetkezett húgycsőszűkületet. Később azonban a húgyhólyag fala megvastagszik, a vizeletpangás miatt a húgyvezeték és a vese üregrendszere kitágul, vizelés után a hólyagban vizelet marad vissza. A húgyhólyag izomzata súlyosan károsodhat. A hólyagban előálló vizeletpangás visszahat a húgyvezetékre és a vesére. A kórképhez ismétlődő gyulladások, véres vizelet, húgyhólyagkő keletkezése társulhat. A helyes kórisme megállapításához és a megfelelő kezelés megválasztásához urológiai vizsgálatokra van szükség. Ezek arra is szolgálnak, hogy a betegség elkülöníthető legyen más hasonló tüneteket előidéző húgyúti kórképektől, többek közt pl. a prosztataráktól. Az urológiai vizsgálat (alapesetben) végbélen keresztül történő betapintásból, ultrahangos vizsgálatból és a PSA (prosztataspecifikus antigén) – ami újabb vélemények szerint nem is annyira jellemző indikátor – esetleges jelenlétének laboratóriumi vizsgálatából áll. A jóindulatú prosztata-megnagyobbodás kezelése nem feltétlenül jár műtéti beavatkozással. Ma már az időben elkezdett és szakorvos által beállított gyógyszeres kezeléssel sok esetben a műtét elkerülhető. Ma még nem ez az általános gyakorlat. Viszont a műtéti technikák is sokat finomodtak, pl. általánossá vált a húgycsövön keresztül történő részleges prosztata-eltávolítás (transurethralis prostata resectio; TUR), ami lényegesen kisebb terhet ró a betegre, mint a nagy feltárásokkal járó kismedencei beavatkozások. Ezenkívül terápiás opció lehet az intervenciós radiológia eszköztárába tartozó embolizáció is.

### Rosszindulatú daganatok
A téma fontossága miatt ezzel külön szócikk foglalkozik.

## Galéria

A prosztata helyzetének vázlatos képe
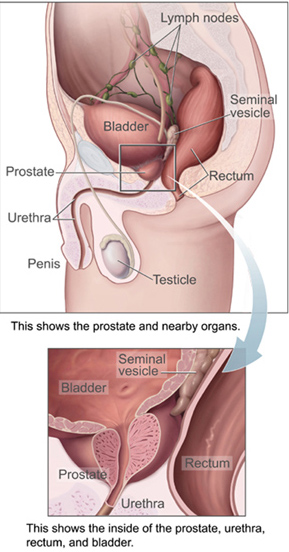
A prosztata és a környező szervek